# Adulastraße
Koordinaten: 49° 46′ 47,7″ N, 6° 41′ 30,4″ O
Die Adulastraße ist eine Straße im Trierer Stadtteil Pfalzel. Die Straße ist eine Einbahnstraße.

## Geschichte
Die Straße ist nach Adula bzw. Adela, der Tochter des fränkischen Seneschalls Hugobert und der Heiligen Irmina, welches das gleichnamige Nonnenkloster gründete, benannt. Bis 1969 hieß die Straße an der gleichnamigen Kirche Martinusstraße.

## Kulturdenkmäler
An der Straße befinden sich vier Kulturdenkmäler. Eines davon ist die Dorfkirche St. Martin, deren Vorgänger bei 1498 entstand und die nach Zerstörung im Barock wieder errichtet und erweitert wurde. Erwähnenswert ist auch das straßenbildprägende Gebäude Nr. 1 am nördlichen Straßenbeginn mit einer Muttergottesfigur in einer Nische aus dem 18. Jahrhundert.